# Río Boina
El río Boina (en portugués, ribeira da Boina) es un río del suroeste de la península ibérica que transcurre íntegramente por el Algarve (Portugal).

## Curso
El Boina recorre una distancia de 30 km desde sus fuentes de cabecera, que son una serie de pequeños arroyos que surgen de los manantiales a través de la sierra de Monchique. El río confluye con el río Arade formando el brazo occidental del estuario del Arade y se conoce como estuario del Boina. La cabecera del estuario está cerca del pueblo de Arge en el municipio de Portimão.